# Aislamiento (sanidad)

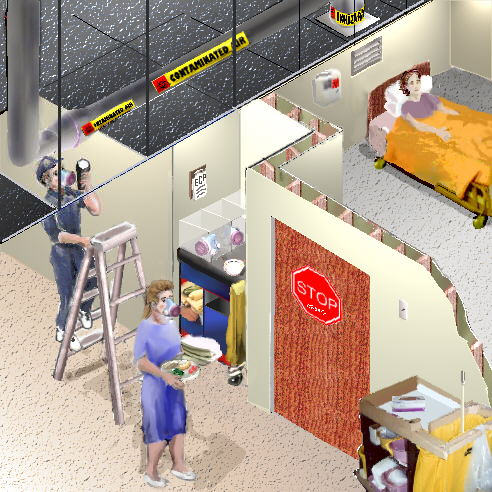
Esta ilustración de una sala de tuberculosis del OSHA, muestra varios aspectos de control de infección y aislamiento hospitalario: controles de ingeniería (conductos de aire acondicionado dedicados), PPE (respiradores N95), señales de advertencia y etiquetas (entrada controlada), contenedor de eliminación dedicado, y realización de prácticas de limpieza.

En instalaciones de cuidado de la salud, el aislamiento representa una de las distintas medidas que se pueden adoptar en la implementación del control de infecciones: la prevención de enfermedades comunicables de ser transmitidas desde un paciente a otro, a trabajadores sanitarios y a visitantes, o de personas externas a un paciente particular (aislamiento inverso). Existen varias formas de aislamiento, en algunas de las cuales se modifican los procedimientos de contacto, y otros en que el paciente se mantiene apartado de todas las demás personas. En un sistema ingeniado, y periódicamente revisado, por los Centros para el Control y Prevención de las Enfermedades de EE. UU. (CDC), los distintos niveles de aislamiento de pacientes comprenden la aplicación de uno o más "precaución" descrita formalmente.
El aislamiento es más generalmente utilizado cuándo se sabe que un paciente tiene una enfermedad viral o bacteriana contagiosa (transmissible de persona-a-persona) . Se utiliza equipamiento especial para la gestión de pacientes en las diversas formas de aislamiento. Los más comunes incluyen elementos de equipamiento protector personal (batas, mascarillas, y guantes) y controles de ingeniería (habitaciones de presión positiva, habitaciones de presión negativa, equipamiento de flujo laminar de aire, y varias barreras mecánicas y estructurales). Las salas de aislamiento dedicado puede estar pre-construidos en los hospitales o se pueden crear unidades de aislamiento designadas temporalmente en instalaciones en mitad de una emergencia de epidemia.
El aislamiento no tiene que confundirse con  cuarentena o biocontención. La cuarentena es la separación obligatoria  y confinamiento, con restricción de movimiento, de personas o grupos que han sido  potencialmente expuestos a un microorganismo contagioso, a fin de impedir posteriores infecciones. Biocontención se refiere a bioseguridad de laboratorio en laboratorios de microbiología en que se lleva a cabo la contención física (BSL-3, BSL-4) de organismos altamente patógenos, a través de controles de ingeniería integrados.
Cuándo el aislamiento se aplica a una comunidad o una área geográfica, se conoce como cordón sanitario o confinamiento. El aislamiento inverso de una comunidad, para proteger a sus habitantes de venideros contactos con una enfermedad contagiosa, se conoce como secuestración protectora.

## Tipos de precauciones
Los Centros de EE. UU. para Control y Prevención de Enfermedades (CDC) crearon varios niveles de aislamiento de por enfermedad (también descrita como "precaución"). Estas precauciones son también revisadas por el CDC.

#### Auto-aislamiento o aislamiento domiciliario

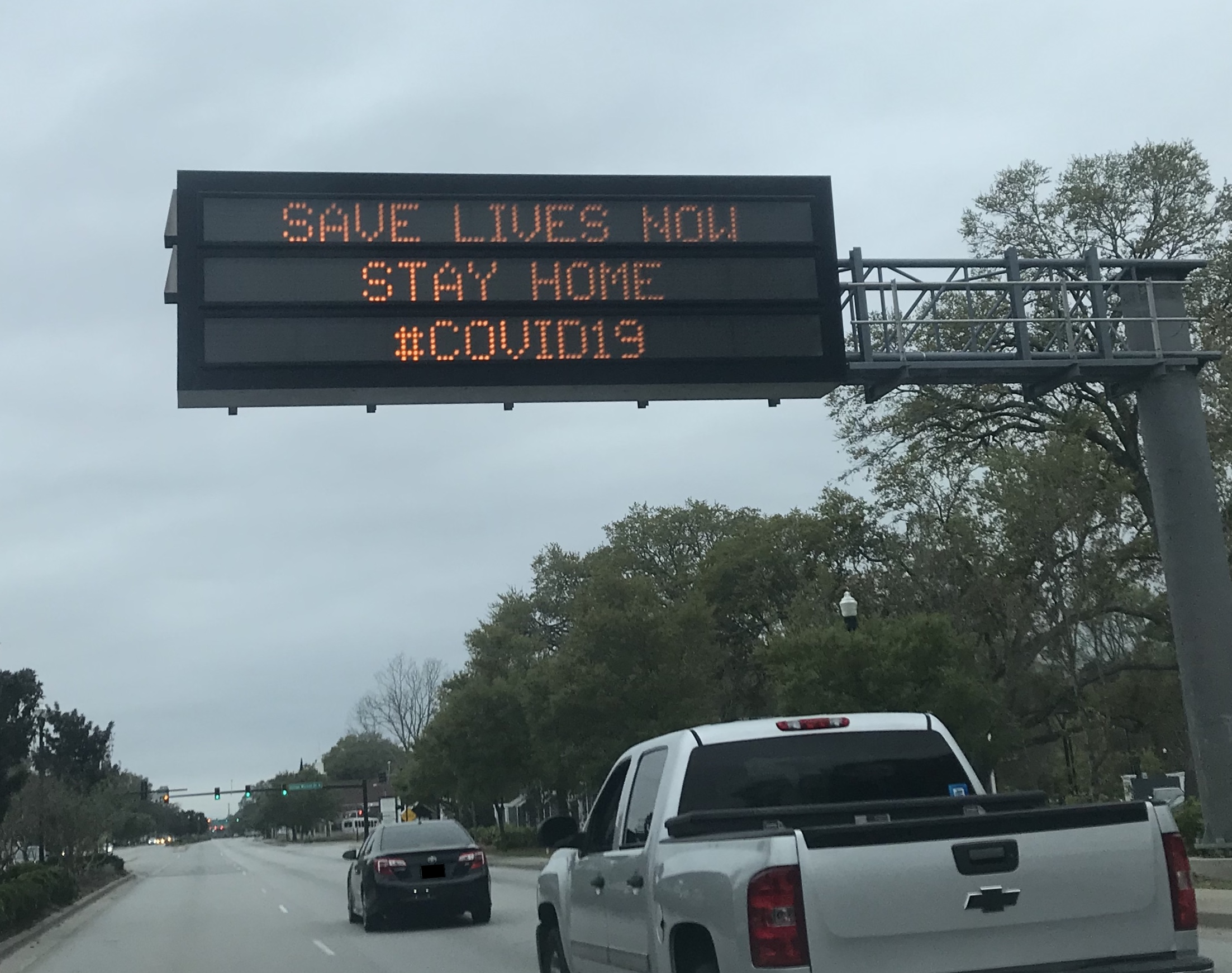
Señal de tráfico en Carolina del Sur que anima a la personas a estar en casa' durante la pandemia de COVID-19.

El auto-aislamiento, reclusión o aislamiento domiciliario es el acto de cuarentenarse uno mismo para impedir el contagio a uno mismo o a otros, tanto si es voluntario, como para cumplir con guías o regulaciones pertinentes. La práctica deveno notable durante la pandemia de COVID-19. Las características claves son:
- Quedarse en casa.
- Separarse de otras personas,  por ejemplo, no estando en la misma habitación con otras personas al mismo tiempo.
- Encargar a amigos, familiares  o servicios de reparto que lleven a cabo recados, como traer víveres, medicinas u otra compra.
- Solcitar a conductores de entregas que dejen los productos fuera de la casa, para así recogerlos posteriormente .

El Ejecutivo del Servicio de Salud irlandés recomienda regularmente controlar los síntomas y no colocar basura hasta que  no concluya el autoislamiento, advirtiendo también que el "auto-aislamiento puede puede ser aburrido o frustrante. Puede afectar a su humor y sentimientos. Puede sentirse bajo, preocupado o tener  problemas para dormir. Puede encontrar  que ayuda el estar en contacto con amigos o parientes por teléfono o en las redes sociales."
El Gobierno de Reino Unido declaró que cualquiera que este autoaislado  no "no tendría que ir a trabajar, a la escuela, o a áreas públicas, y no utilizar taxis o transporte público. 
Nadie tendría que salir incluso para comprar alimentos u otros productos esenciales, y cualquier ejercicio debe llevarse a cabo dentro de su casa". (cinta, bicicleta estática, yoga...) En marzo de 2020, los empresarios de Reino Unido pudieron proporcionar paga de enfermedad  para apoyar el auto-aislamiento. El Consejo de Ciudadanos indicó que las personas con contratos de cero horas también pueden recibir la paga de enfermedad. Para los propósitos de personas que han viajado al Reino Unido, "auto-aislar" y "auto-aislamiento" son términos definidos legalmente y su significado está recogido en las Regulaciones de 2020 de Protección de la Salud (Coronavirus, Viaje Internacional) (Inglaterra).